# ズボン役
ズボン役（ズボンやく）は、オペラにおいて、男装する女性歌手の役柄を言う。元々はフランス・オペラの伝統だったが、有名作品ではドイツ・オペラに多い。

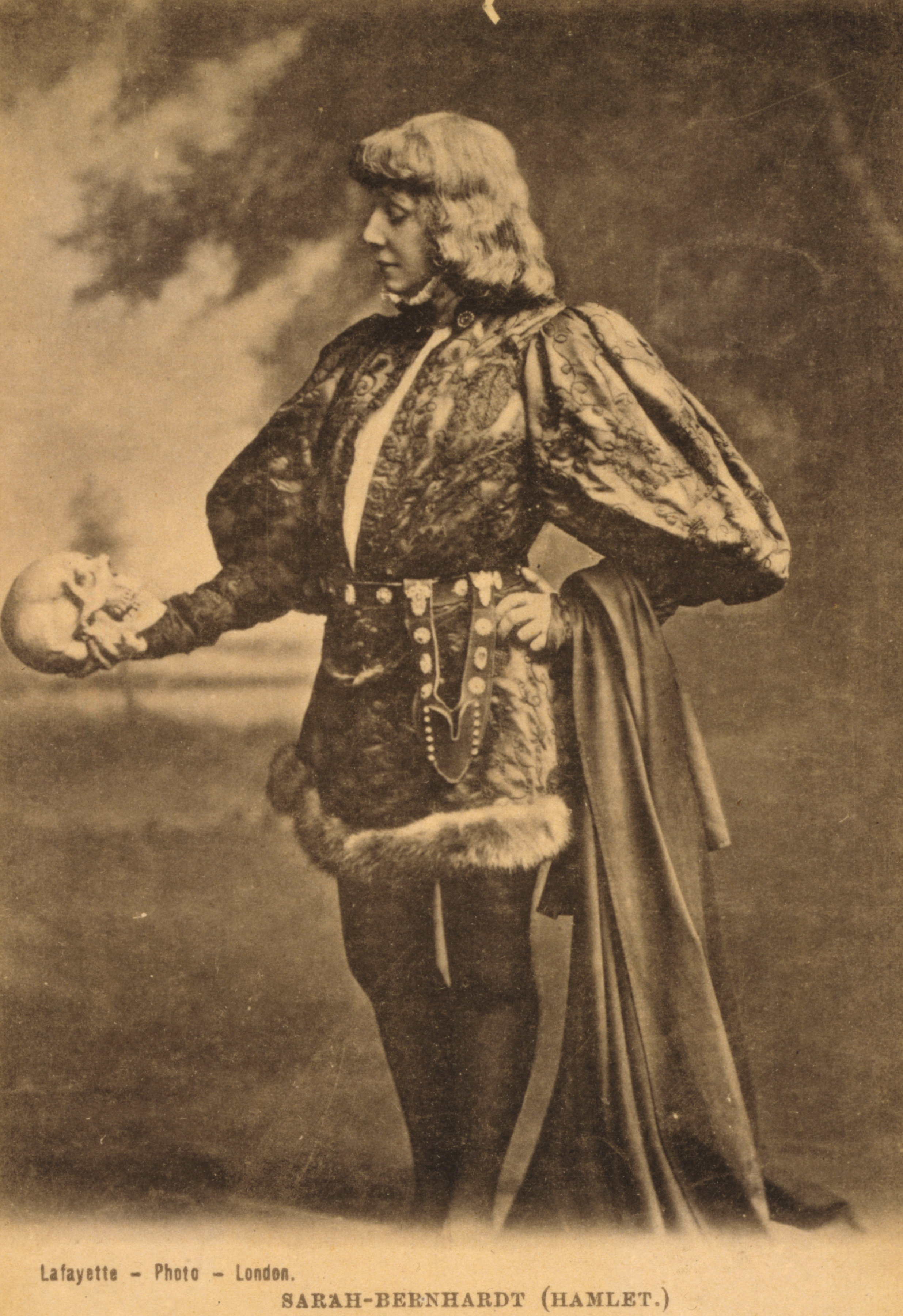
ハムレットを演じるサラ・ベルナール

モーツァルト作曲「フィガロの結婚」のケルビーノ（メゾソプラノ）、ベートーヴェン作曲「フィデリオ」のフィデリオことレオノーレ（ソプラノ）、ヨハン・シュトラウス2世作曲のオペレッタ「こうもり」のオルロフスキー、フンパーディンク作曲「ヘンゼルとグレーテル」のヘンゼル（メゾソプラノ）、リヒャルト・シュトラウス作曲「薔薇の騎士」のオクタヴィアン（メゾソプラノ）が代表的。フランスオペラではグノー作曲「ファウスト」のジーベル、オッフェンバック作曲「ホフマン物語」のニクラウスが有名である。上記のうちオルロフスキーやジーベルは男性歌手（テノールやカウンターテノール）が歌うこともある（この場合はズボン役とは呼ばない）。
これらの中には役柄のうえでも実は正体が女性というもの（フィデリオ、ニクラウス）や、男性と設定されているものの劇中さらに女装して二重の扮装となるもの（ケルビーノ、オクタヴィアン）も存在し、これらは男性歌手が歌うことはない。10歳位の少年であるヘンゼルも同様である。リヒャルト・シュトラウス作曲「アラベラ」のズデンカ（男性名ズデンコ）は、劇中でも男装女性という設定だが、開幕早々に女性であることが明かされ、一部の登場人物だけが終盤まで男性と誤解し続けるという設定のため、ズボン役としてはかなり異色である。

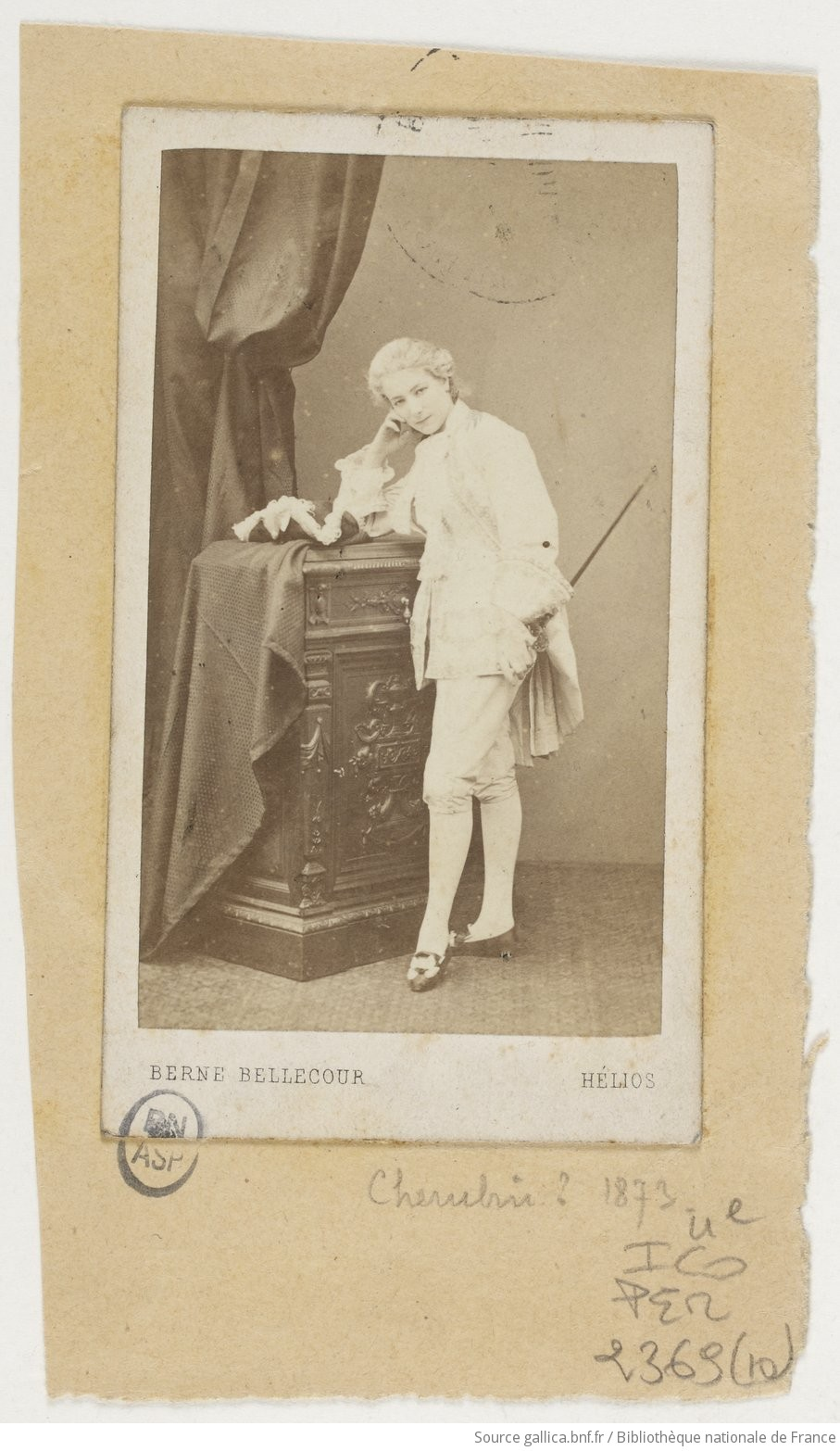
「フィガロの結婚」のケルビーノ役のサラ・ベルナール
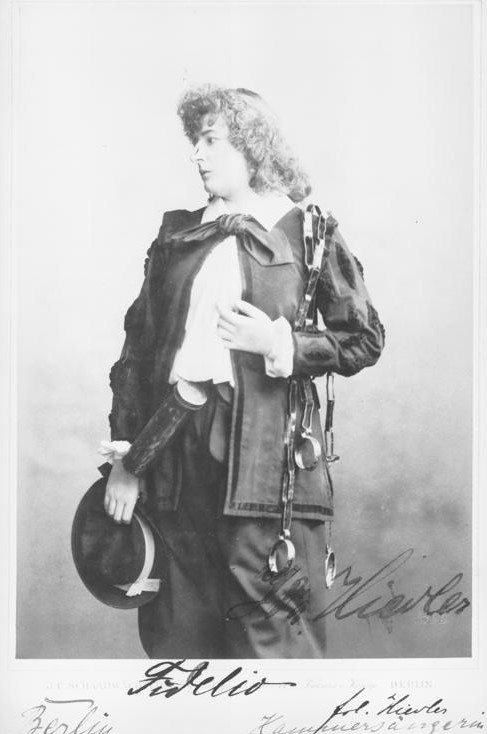
「フィデリオ」のフィデリオ（レオノーレ）役のイーダ・ヒードラー（ドイツ語版）
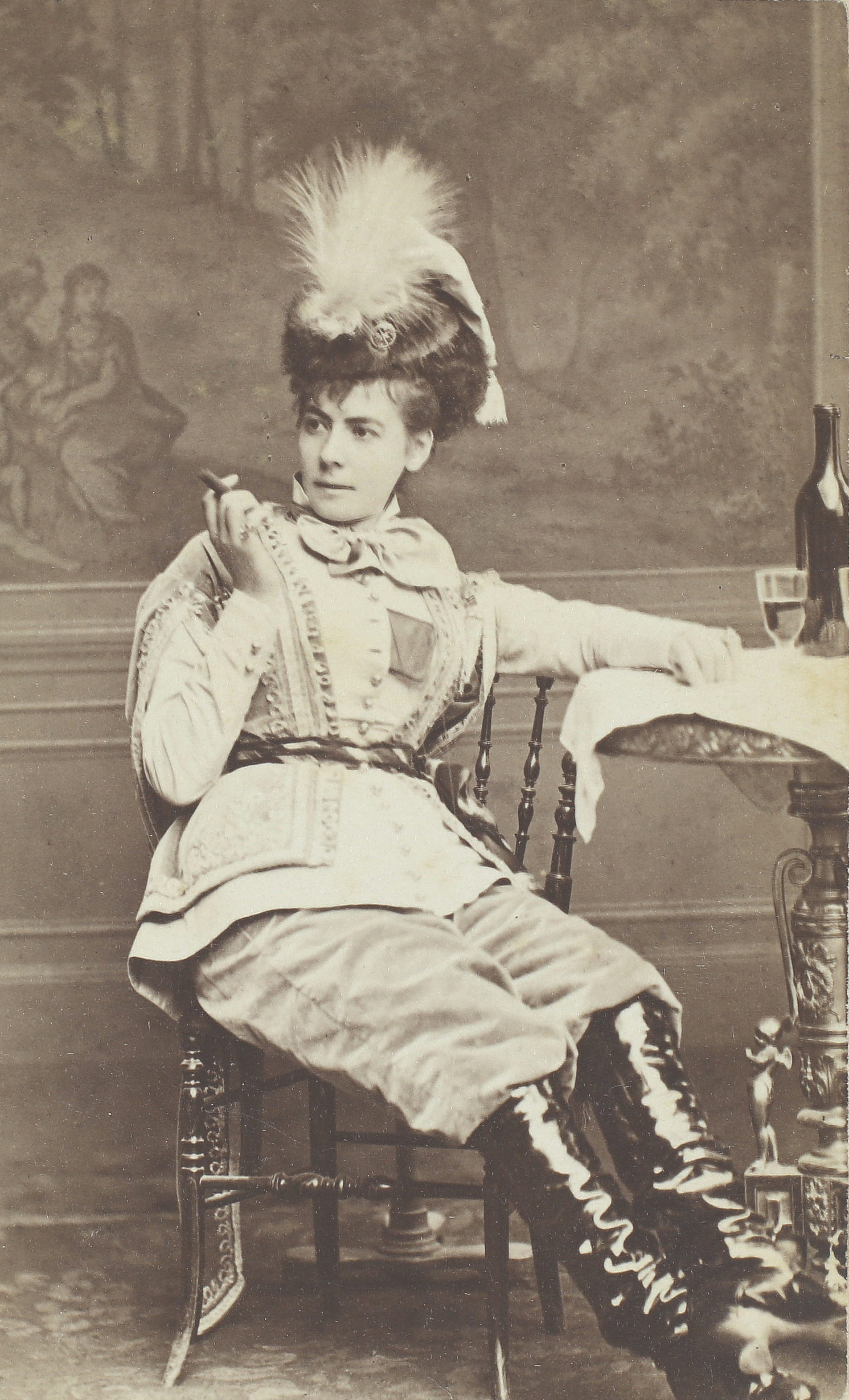
オペレッタ「こうもり」のオルロフスキー役のアンナ・ウルケ（1875）
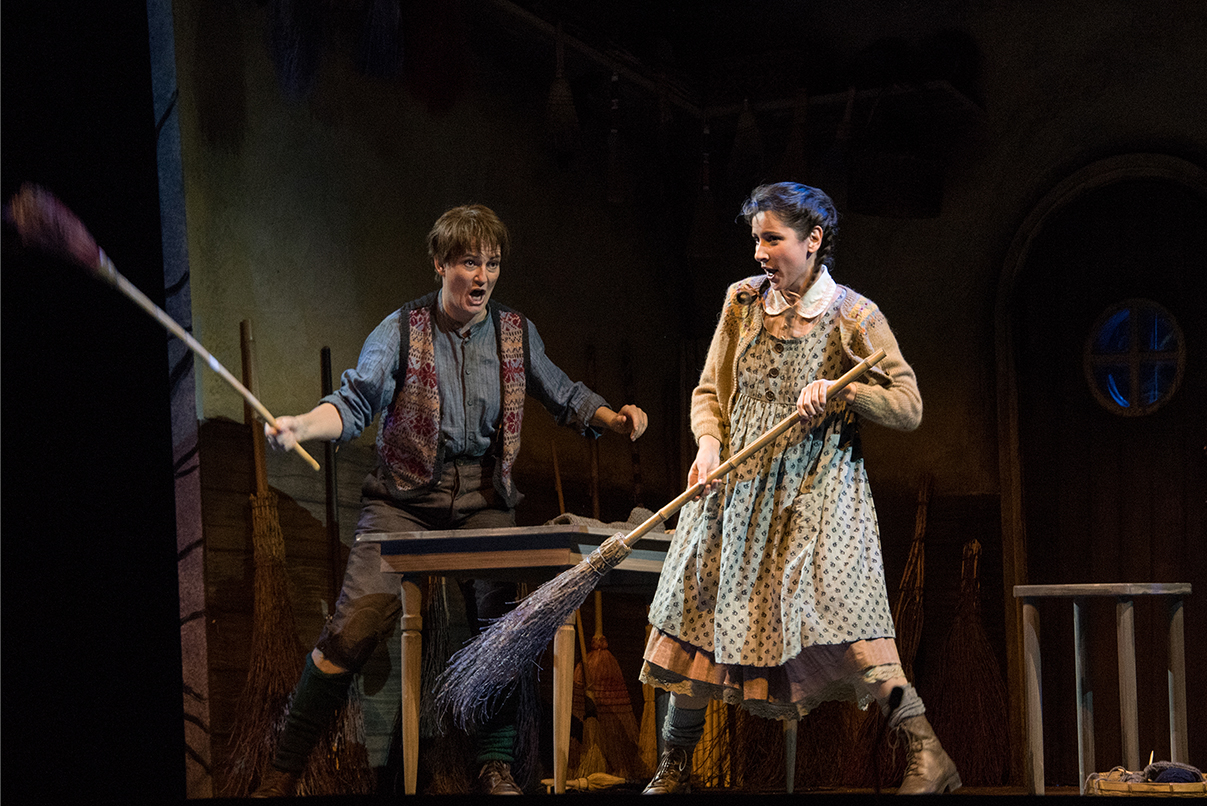
ウィーン国立歌劇場の「ヘンゼルとグレーテル (オペラ)」の左:ダニエラ・シンドラム（ドイツ語版）（ヘンゼル）と右:イレアナ・トンカ（ドイツ語版）（グレーテル）（2015年）
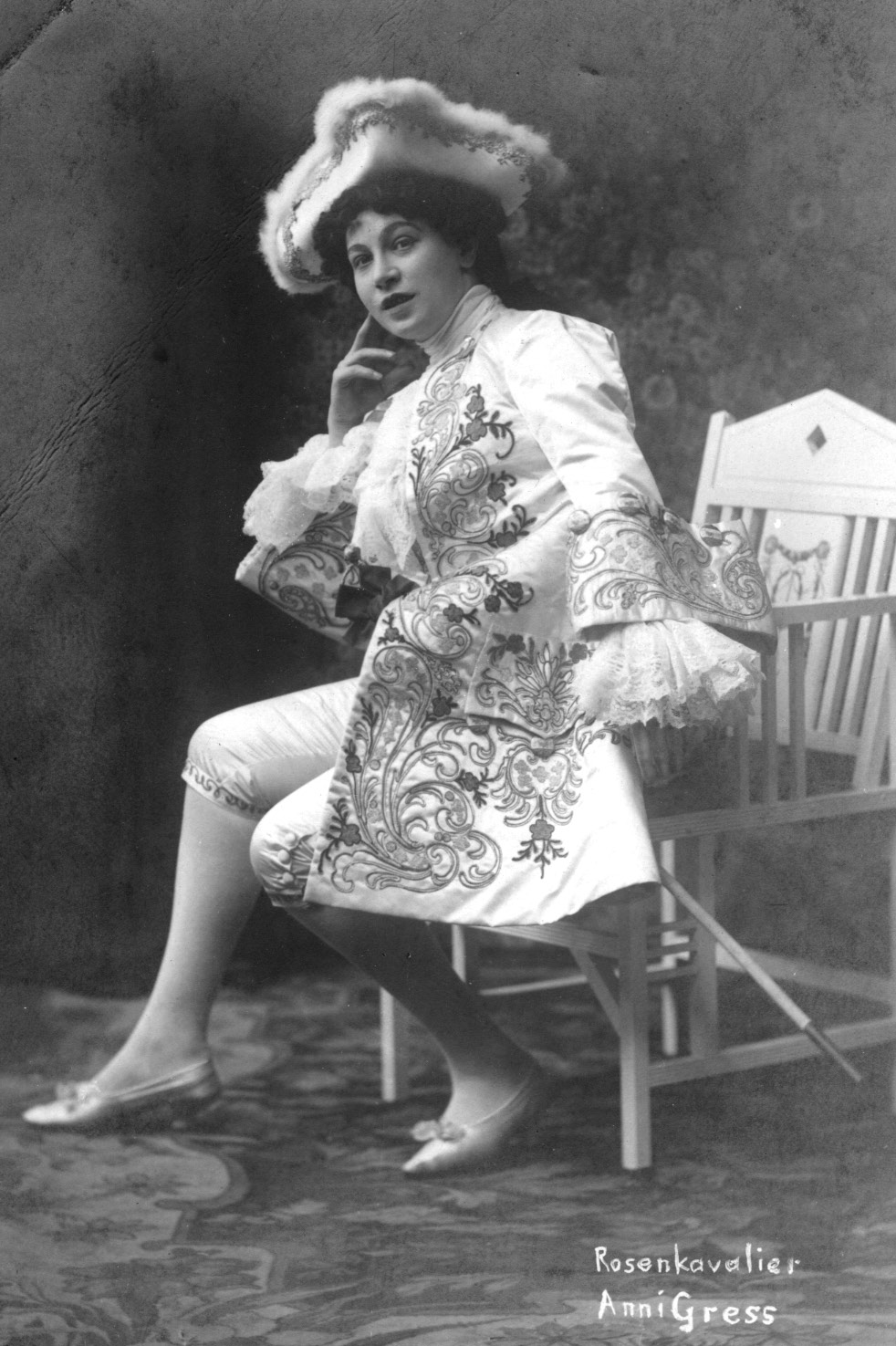
「ばらの騎士」のオクタヴィアン役のアニー・グレス（1911年～1919年頃）